# TO220

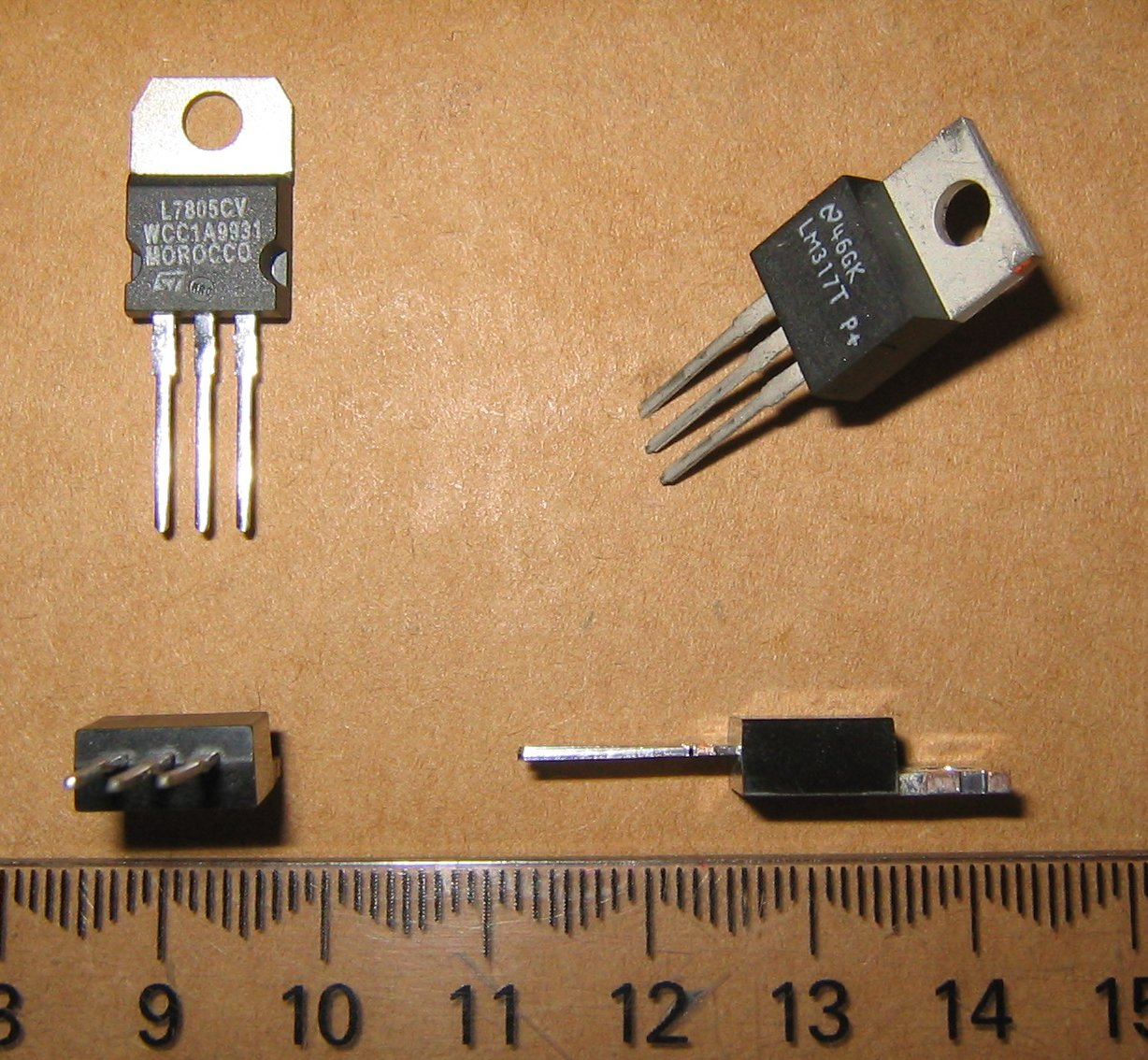
Cuatro vistas del encapsulado TO-220.

Vista frontal del encapsulado TO-220.

Vista trasera del encapsulado TO-220.

El TO-220 es un tipo de encapsulado de dispositivos electrónicos, comúnmente usado en transistores, reguladores de tensión y diversos circuitos integrados. El encapsulado TO-220 trae usualmente tres patas, aunque existen también de dos, cuatro, cinco e, incluso, siete patas. Una característica notable de este tipo de encapsulado es el reverso metálico, que posee un agujero utilizado para montar el dispositivo sobre un disipador. Los componentes que poseen un encapsulado TO-220 pueden manejar mayores potencias que aquellos que son construidos sobre encapsulados TO-92.

## Componentes más conocidos que usan este encapsulado
- 7803, regulador de tensión de +3V
- 7805, regulador de tensión de +5V
- 7806, regulador de tensión de +6V
- 7809, regulador de tensión de +9V
- 7812, regulador de tensión de +12V
- LM317, regulador de tensión
- LM340, regulador de tensión

- Datos: Q630252
- Multimedia: TO-220 transistor packages / Q630252